# Municipio de Liberty (condado de Clarke)
Liberty Township es una subdivisión territorial del condado de Clarke, Iowa, Estados Unidos. Según el censo de 2020, tiene una población de 376 habitantes.
Es una subdivisión exclusivamente geográfica, por cuanto el estado de Iowa no utiliza la herramienta de los townships como municipios.

## Geografía
Está ubicada en las coordenadas 41°06′45″N 93°37′30″O / 41.11250, -93.62500 (41.112637, -93.6249). Según la Oficina del Censo, tiene una superficie total de 94.76 km², de los cuales 94.65 km² corresponden a tierra firme y 0.11 km² están cubiertos de agua.

## Demografía
Según el censo de 2020, hay 376 personas residiendo en la región. La densidad de población es de 4.0 hab./km². El 95.74 % de los habitantes son blancos, el 0.80 % son de otras razas y el 3.46% son de una mezcla de razas. Del total de la población, el 2.93 % son hispanos o latinos de cualquier raza.